# دانگ‌فنگ ریچ
دانگ‌فنگ ریچ (به انگلیسی: Dongfeng 
Rich) وانت کامپکت است که توسط سرمایه‌گذاری مشترک دانگ‌فنگ نیسان شرکت سازنده خودروهای چینی دانگ‌فنگ تولید شده‌است. نسل اول این خودرو در ایران توسط شرکت زامیاد از ۱۳۹۳ خورشیدی تا کنون تولید می‌شود.

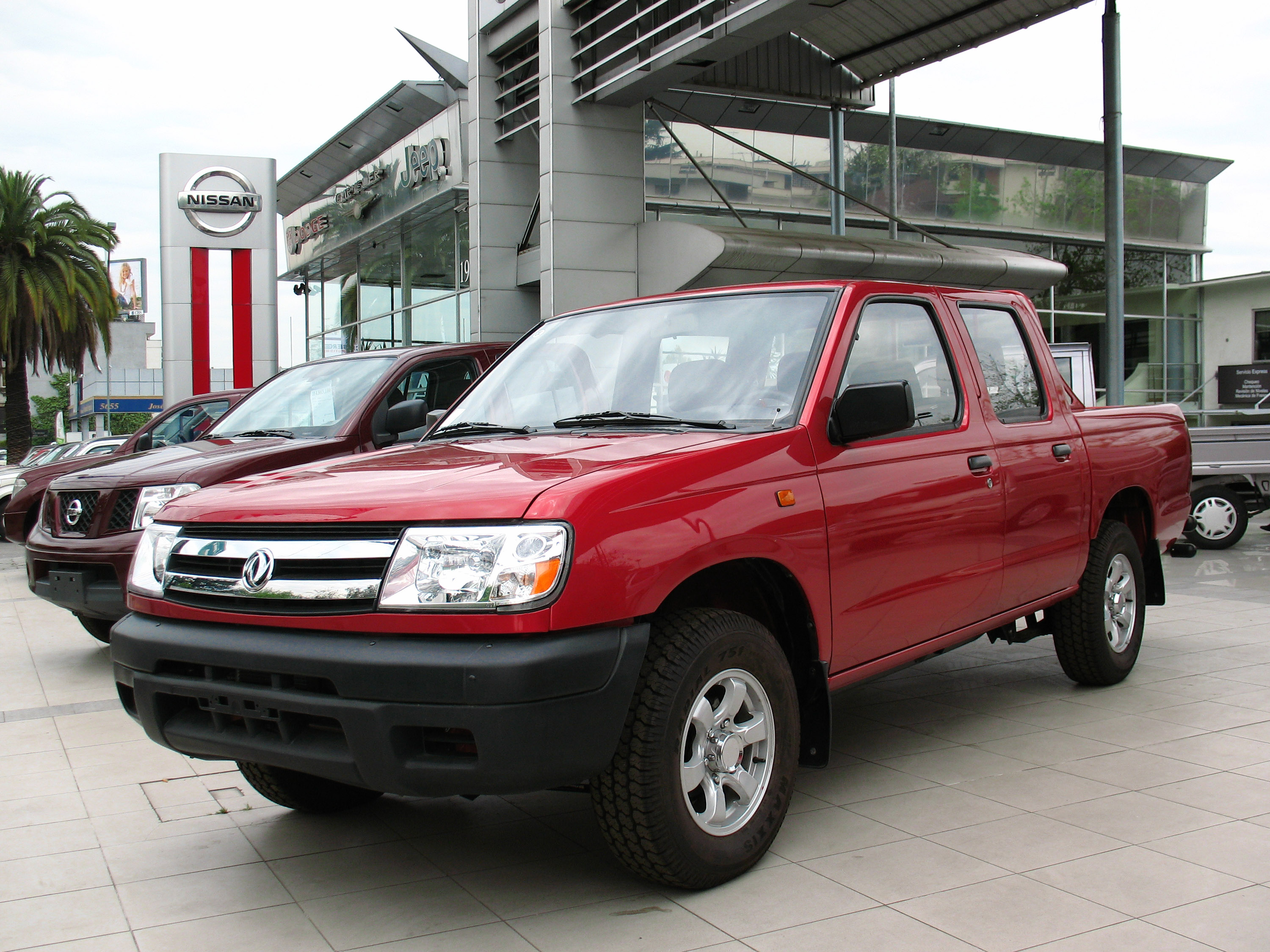
ریچ نسل اول مدل ۲۰۱۰

## نسل اول
نسل اول دانگ فنگ ریچ یک وانت و SUV است که بر اساس طراحی وانت نیسان‌اکسترا به دلیل سرمایه‌گذاری مشترک دانگ‌فنگ و نیسان با استفاده از پلت‌فرم نیسان F-Alpha طراحی شده‌است.

### در بازار ایران
این خودرو در ایران در شرکت زامیاد زیر مجموعه سایپا تولید می‌شود و از سال ۱۳۹۳ تا کنون در ایران حضور دارد. ریچ در ایران با موتور ۴ سیلندر با حجم ۲.۴ لیتری که توان تولید ۱۳۲.۵ اسب بخار در ۵ هزار دور در دقیقه و گشتاور ۲۰۸ نیوتن متر در ۳۰۰۰ دور در دقیقه را داراست عرضه می‌شود.این خودرو در ایران در ارگان‌های دولتی بسیار کاربرد دارد.

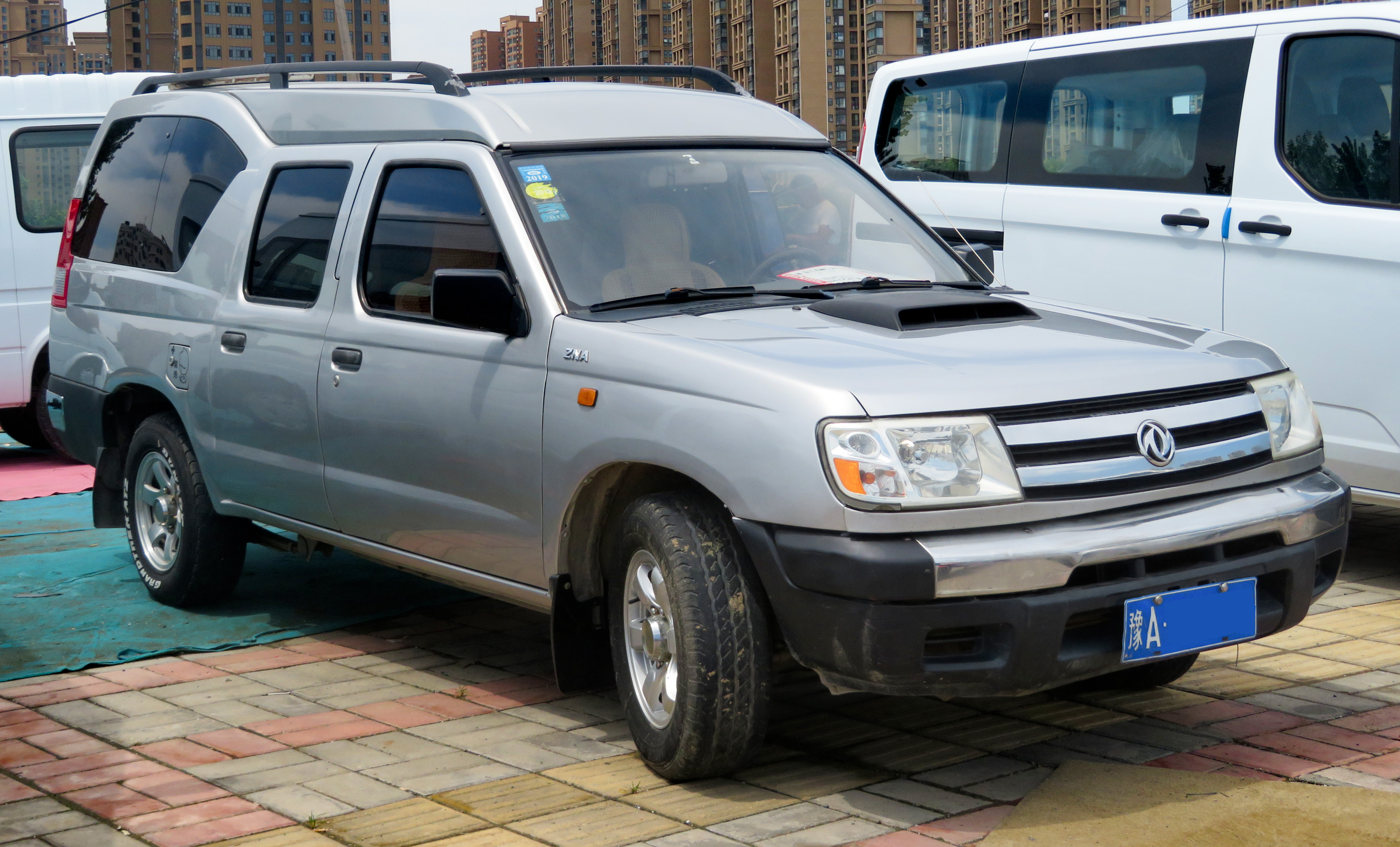
نسل اول تیپ شاسی بلند (قبل فیس‌لیفت)
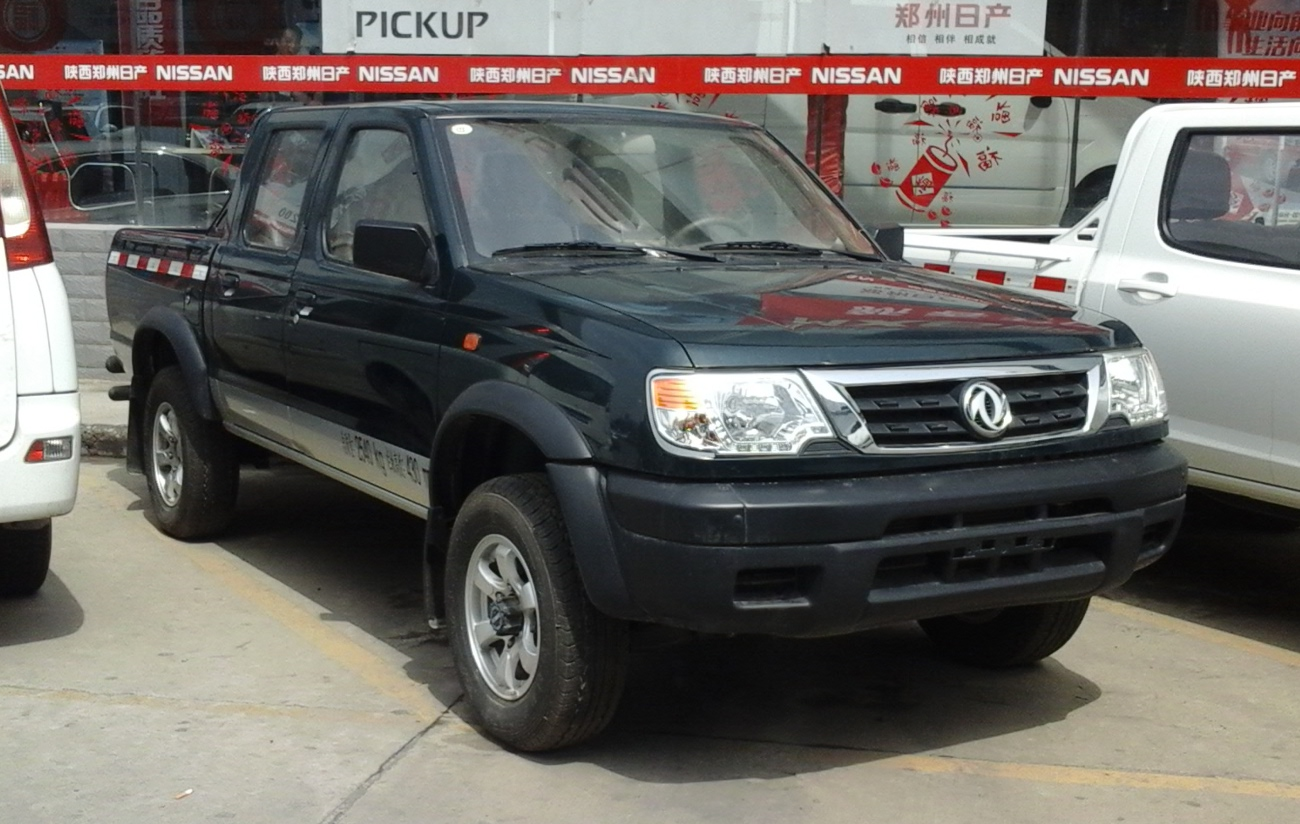
فیس لیفت نسل اول (نسخه وانت)

## نسل دوم
نسل دوم وانت ریچ نیز بر اساس همان پلت فرم قبلی نیسان ساخته شده‌است و بعداً در برخی بازارها تحت برند پژو نیز به فروش رسید.

### پیکاپ پژو
با توجه به سرمایه‌گذاری مشترک دانگ‌فنگ پژو-سیتروئن گروه پی‌اس‌ای و دانگ فنگ، در ژوئیه ۲۰۱۷ مشخص شد که دانگ‌فنگ نسخه مهندسی شده از پیکاپ دو کابین ریچ را به عنوان پژو پیکاپ تولید می‌کند. این مدل از سال ۲۰۱۷ در آفریقا عرضه شد.

### نگارخانه

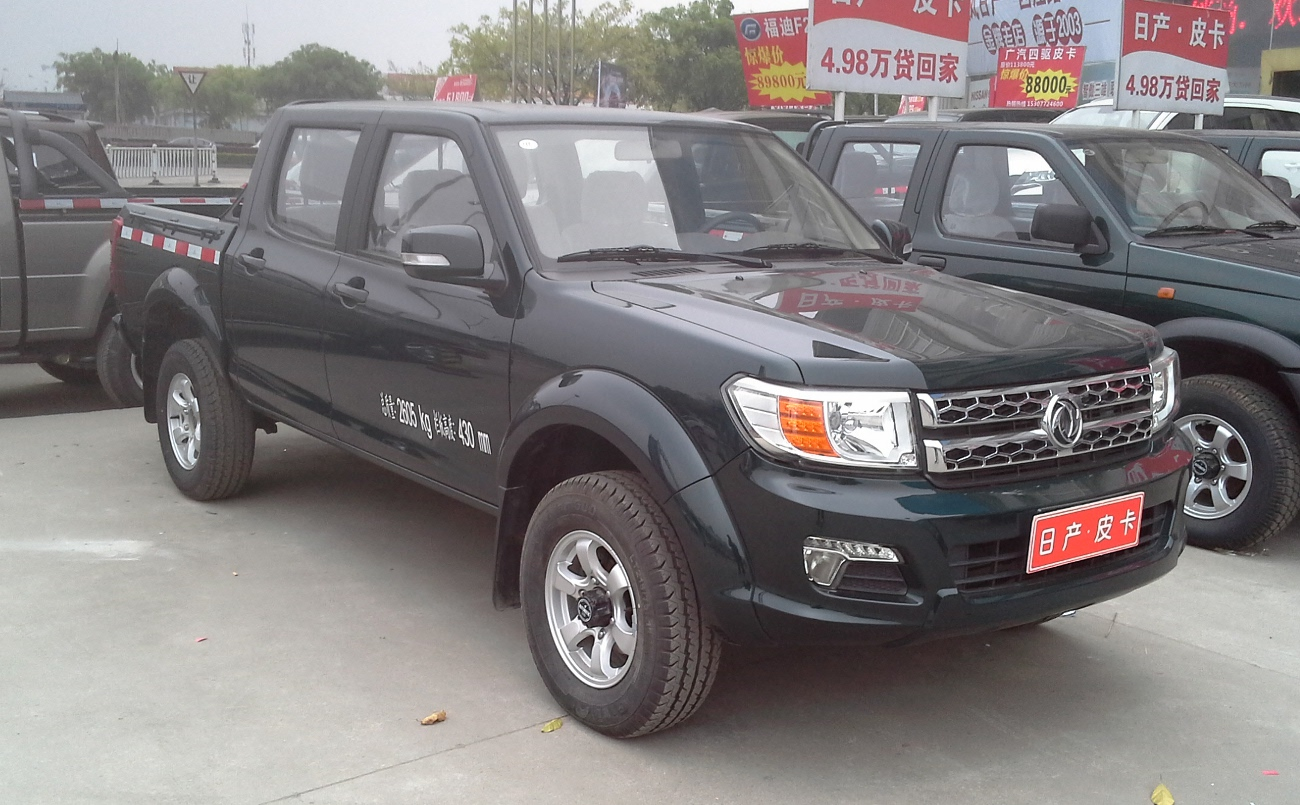
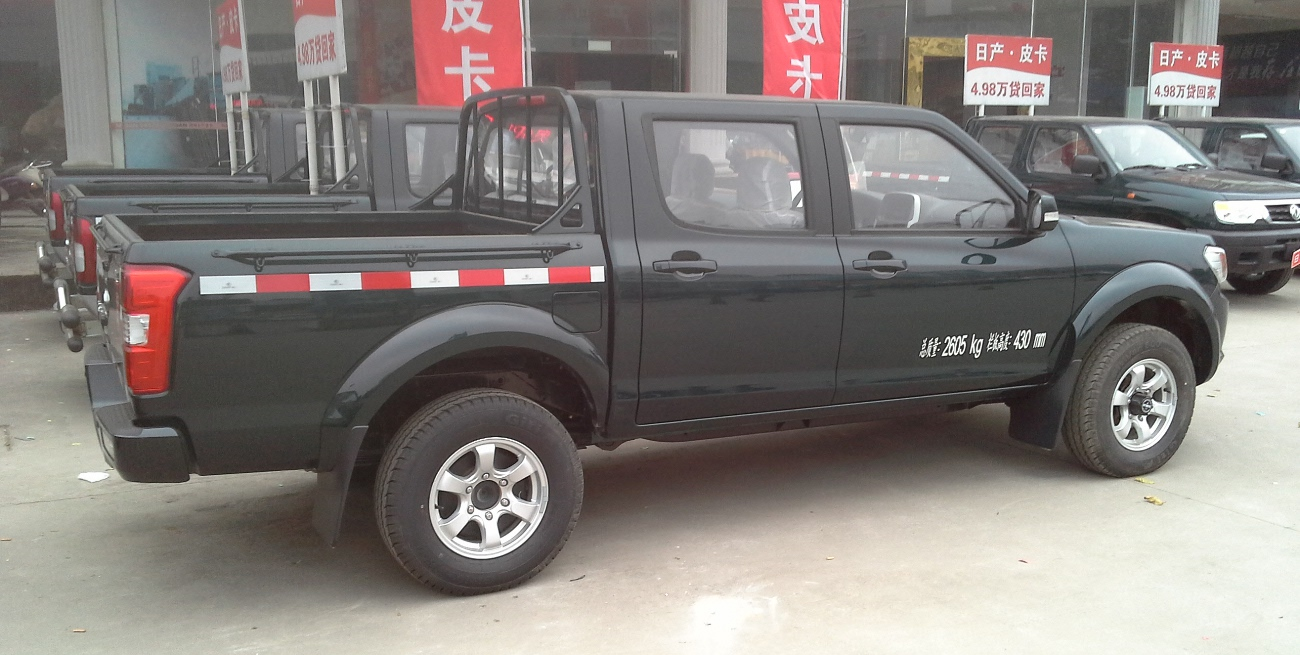
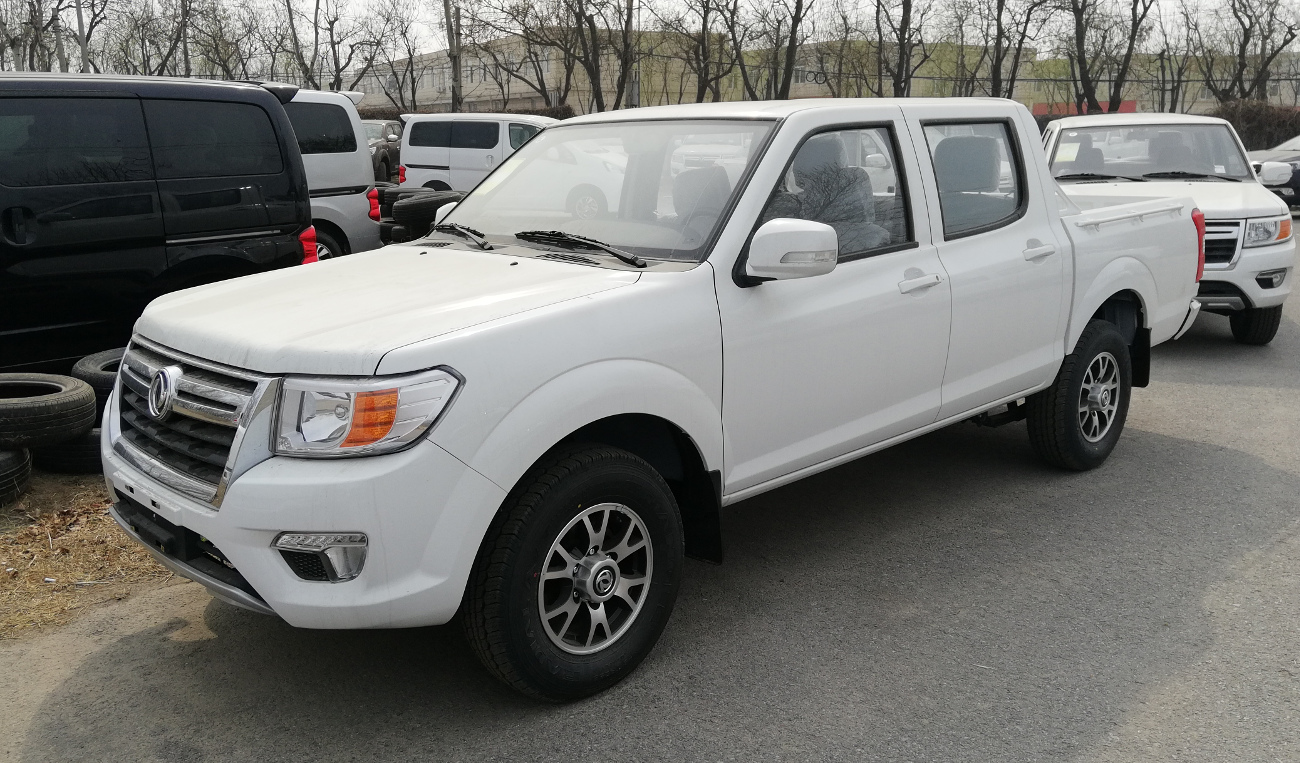
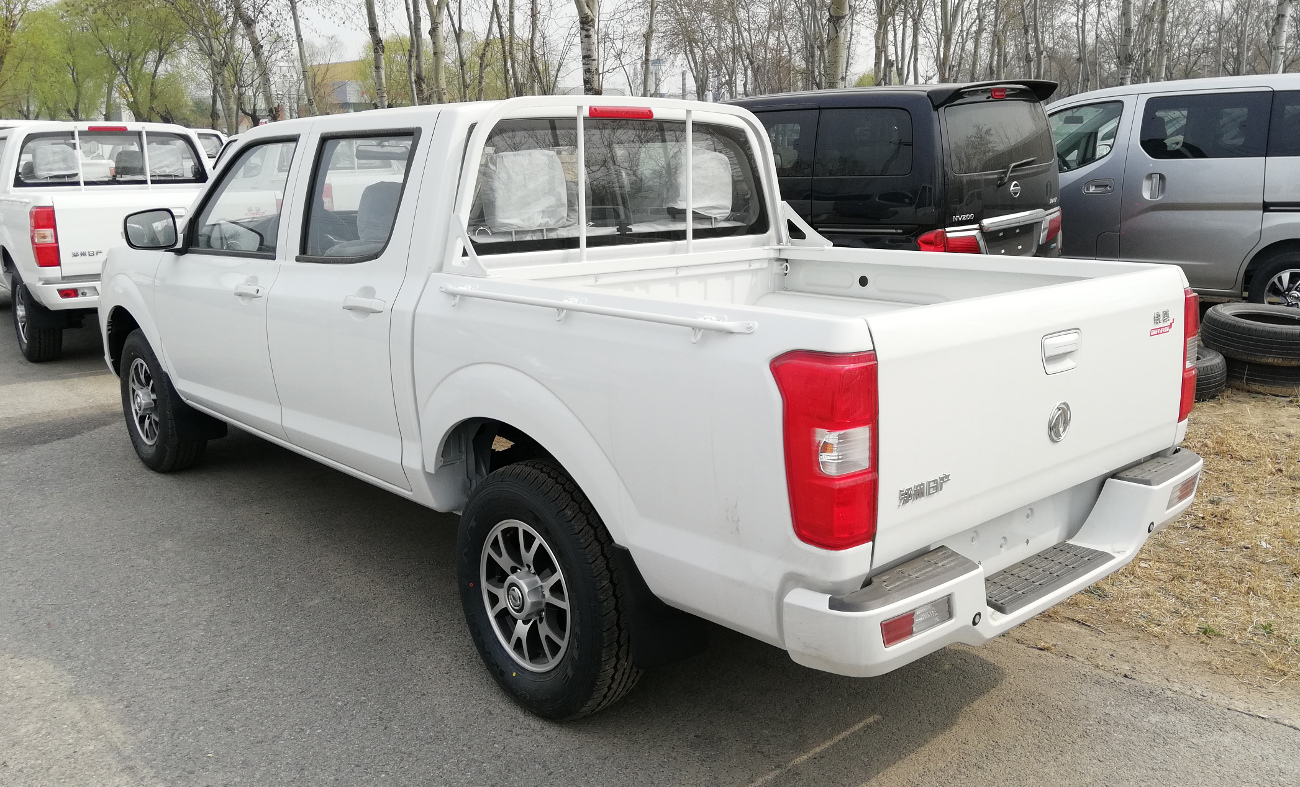

## نسل سوم
نسل سوم ریچ بر اساس نسل سوم نیسان ناوارا ساخته و ریچ ۶ نامگذاری شده‌است. همچنین به عنوان یک خودروی EV با باتری ۶۸ کیلووات ساعت و یک موتور الکتریکی ۱۲۰ کیلو وات/۴۲۰ نیوتون متری عرضه می‌شود.